# Castillo de Fuente el Sol
El castillo de Fuente el Sol se encuentra en la provincia de Valladolid, en la localidad de su mismo nombre, muy próxima a la de Madrigal de las Altas Torres (Castilla y León, España).

## Historia

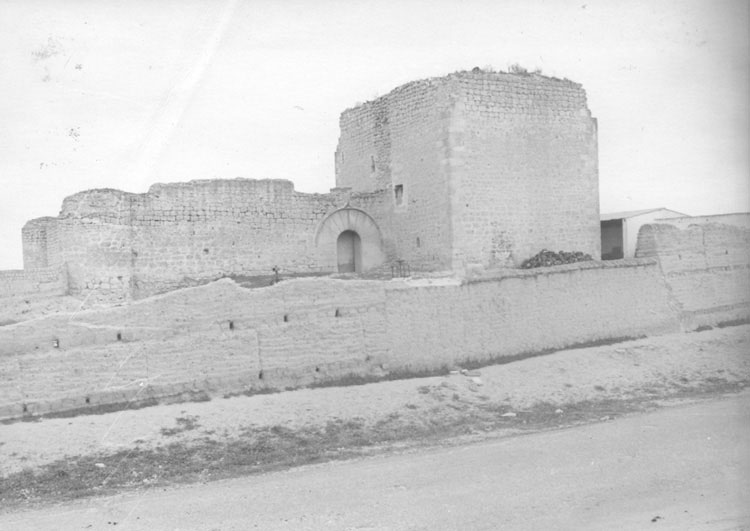
Foto antigua del castillo de Fuente del Sol.

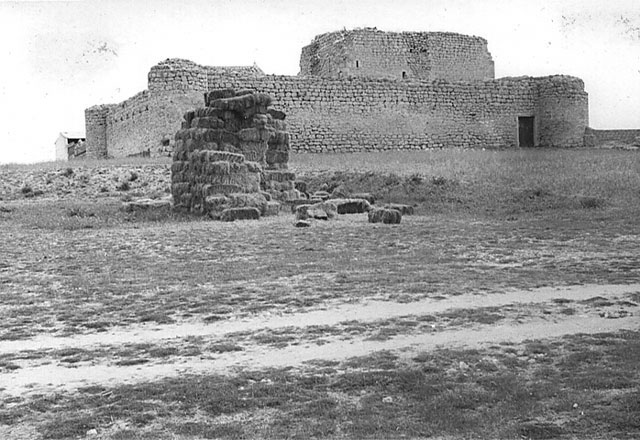
Castillo de Fuente el Sol en una foto antigua.

Lo mandó construir el mariscal Álvaro de Bracamonte a principios del siglo XV. Pertenece al tipo de los llamados castillos de la escuela de Valladolid, que se pusieron de moda tras los arreglos que hizo el rey Enrique IV de Castilla en el castillo de Portillo. Tiene torre del homenaje en la que se conservan tres pisos. Lo que fue patio de armas se ha convertido en cementerio municipal, mientras que la torre del homenaje es de propiedad privada.